# Brontolaemus
Brontolaemus é um género de besouros da família Laemophloeidae, encontrado apenas nas Ilhas Havaianas. Os membros do género se destacam pelo seu grande tamanho em relação à maioria dos outros laemophloeídeos e pelas suas antenas extremamente longas, que podem alcançar o dobro do comprimento do corpo.

## Espécies
Estas quatro espécies pertencem ao gênero Brontolaemus :  
- Brontolaemus agilis Sharp em Sharp & Scott, 1908
- Brontolaemus currax Sharp em Sharp & Scott, 1908
- Brontolaemus elegans Sharp, 1885
- Brontolaemus nudicornis Sharp em Sharp & Scott, 1908